# Chris Sarandon
Christopher Sarandon (ur. 24 lipca 1942 w Beckley) – amerykański aktor i producent filmowy.
Odtwórca roli zdenerwowanego transseksualnego kochanka nowojorskiego rabusia (Al Pacino) w opartym na autentycznych wydarzeniach dramacie sensacyjnym Sidneya Lumeta Pieskie popołudnie (Dog Day Afternoon, 1975), za którą zdobył nominację do Oscara dla najlepszego aktora drugoplanowego, Złotego Globu dla najlepszego debiutu roku i Nagrody Stowarzyszenia Nowojorskich Krytyków Filmowych dla najlepszego aktora drugoplanowego.

## Życiorys

### Wczesne lata
Urodził się w Beckley w stanie Wirginia Zachodnia jako syn greckich imigrantów restauratorów – Cliffie Marii (z domu Cardullias) i Christophera „Chrisa” Sarandona. Jego ojciec, którego pierwotnie nazwisko brzmiało Sarondonedes, urodził się w greckiej rodzinie w Stambule w Turcji. Jego matka opiekowała się dziećmi Natalie Wood, muzyka Herba Alperta i podupadającą Ritą Hayworth. Dorastał w Beckley, w stanie Wirginia Zachodnia. W wieku dorastania grał na bębnach i śpiewał z lokalnym zespołem The Teen Tones, podróżując z legendami muzycznymi takimi jak Bobby Darin i Gene Vincent. W 1960 ukończył Woodrow Wilson High School w Beckley. W 1964 został absolwentem Uniwersytetu Wirginii Zachodniej z wynikiem magna cum laude. Następnie podjął studia teatralne na Catholic University of America w Waszyngtonie, gdzie poznał swoją przyszłą żonę aktorkę Susan Sarandon.

### Kariera
W 1965 zadebiutował na scenie regionalnego teatru Long Wharf Theatre Company w New Haven w Connecticut w roli Jacka Huntera w sztuce Tennessee Williamsa Tatuowana róża (The Rose Tattoo). W 1968 przeprowadził się do Nowego Jorku i po raz pierwszy pojawił się na małym ekranie w roli doktora Toma Halversona w operze mydlanej CBS Guiding Light (1969–1973). Po udziale w dwóch telefilmach – horrorze Szatańskie morderstwa (The Satan Murders, 1974) i komedii ABC Czwartkowa gra (Thursday’s Game, 1974) u boku Boba Newharta i Gene’a Wildera, w dreszczowcu Dziewczyna z reklamy (Lipstick, 1976) wcielił się w postać nauczyciela muzyki, który za brutalny gwałt modelki (Margaux Hemingway) zostaje ostatecznie uniewinniony.
Mimo odnoszonych sukcesów ekranowych, Sarandon skupił się bardziej na pracy scenicznej, występując na Broadwayu w musicalu Rothchildowie (The Rothchilds, 1970–1972) z Jill Clayburgh. Potem zastąpił Raúla Julię w komedii autorstwa Williama Shakespeare’a Dwaj panowie z Werony (The Two Gentlemen of Verona, 1971–1973). Sarandon kontynuował pracę w teatrze w przedstawieniach: Ocenzurowane sceny King Konga (Censored Scenes From King Kong, 1980), Nick i Nora (Nick & Nora, 1991), Światło na werandzie (The Light in the Piazza, 2005–2006) jako Signor Naccarelli przy Lincoln Center na Manhattanie oraz festiwalach szekspirowskich i George’a Bernarda Shawa w Stanach Zjednoczonych i Kanadzie. W 1977 wystąpił w roli Toma Wintermoutha w produkcji off-broadwayowskiej Marco Polo Sings a Solo z Madeline Kahn, Joelem Greyem i Sigourney Weaver. W 2016 występ jako Anton Czechow, Piotr Czajkowski, Lew Tołstoj, Mikołaj II Romanow, Aleksandr Głazunow i Mistrz w spektaklu Preludia przyniósł mu nominację do nagrody Lucille Lortel dla wybitnego aktora drugoplanowego w musicalu. W 2007 powrócił na Broadway w roli Comte de Guiche w komedii Cyrano de Bergerac z Jennifer Garner i Kevinem Kline’em.
Na małym ekranie był wiarygodny jako Jezus Chrystus w telewizyjnym dramacie CBS Dzień, w którym umarł Chrystus (The Day Christ Died, 1980). Doskonale sprawdził się w roli w wampira z sąsiedztwa, hipnotyzującego urzekającym mistycznym urokiem w klasycznym horrorze Postrach nocy (Fright Night, 1985), za którą zdobył nominację do nagrody Saturna dla najlepszego aktora. W baśni Roba Reinera Narzeczona dla księcia (The Princess Bride, 1987) został obsadzony w roli księcia Humperdincka. Jego kreacja odnoszącego sukcesy aktora telewizyjnego Bena Kline’a wcielającego się w ocalałego z Holokaustu Radnótiego Miklósa w historycznym dramacie wojennym Wymuszony marzec (Forced March, 1990) została zauważona przez krytyków. Pojawił się w teledysku do utworu „Hands Clean” (2002) w wykonaniu piosenkarki Alanis Morissette.

## Życie prywatne
16 września 1967 zawarł związek małżeński z aktorką Susan Sarandon. W 1979 doszło do rozwodu. 4 października 1980 poślubił modelkę Lisę Ann Cooper, z którą ma syna Michaela oraz dwie córki – Stephanie i Alexis (ur. 1984). W 1989 rozwiódł się. W 1994 ożenił się po raz trzeci z Joanną Gleason.

## Filmografia

### Filmy kinowe
- 1975: Pieskie popołudnie (Dog Day Afternoon) jako Leon
- 1976: Dziewczyna z reklamy (Lipstick) jako Gordon Stuart
- 1977: Bractwo strażników ciemności (The Sentinel) jako Michael Lerman
- 1979: Kuba (Cuba) jako Juan Pulido
- 1983: Weekend Ostermana (The Osterman Weekend) jako John Cardone
- 1984: Protokół (Protocol) jako Michael Ransome
- 1985: Postrach nocy (Fright Night) jako Jerry Dandrige
- 1987: Narzeczona dla księcia (The Princess Bride) jako książę Humperdinck
- 1988: Laleczka Chucky (Child's Play) jako Mike Norris
- 1989: Forced March jako Ben Kline/Miklos Radnoti
- 1989: Niewolnicy Nowego Jorku (Slaves of New York) jako Victor Okrent
- 1989: Żółta gorączka (Collision Course) jako Philip Madras
- 1989: Szepty (Whispers) jako Tony
- 1992: Wskrzeszony (The Ressurected) jako Charles Dexter Ward/Joseph Curwen
- 1993: Ciemna fala (Dark Tide) jako Tim
- 1994: Kusicielka (Temptress) jako Matt Christianson
- 1995: Strażnik wirtualnej rzeczywistości (Terminal Justice) jako Reginald Matthews
- 1995: W słusznej sprawie (Just Cause) jako Lyle Morgan
- 1996: Opowieści z krypty – orgia krwi (Bordello of Blood) jako ksiądz 'J.C.' Current
- 1996: Wampiryczne wojny (The Vampyre Wars)
- 1996: Edie i Pen (Edie & Pen) jako Max
- 1997: Ślepy zaułek (Road Ends) jako Esteban Maceda
- 1997: American Perfekt jako Sammy
- 1997: Mali mężczyźni (Little Men) jako Fritz Bhaer
- 2000: Żniwiarz (Reaper) jako Luke Sinclair
- 2001: Perfume jako Gary Packer
- 2005: Loggerheads jako Robert
- 2005: Nausicaä z Doliny Wiatru (Kaze no tani no Naushika) jako Kurotowa (głos)
- 2008: Wielorakie sarkazmy (Multiple Sarcasms) jako Larry
- 2008: Kłopoty z blondynką (My Sassy Girl) jako dr Roark
- 2011: Postrach nocy (Fright Night) jako Jay Dee
- 2012: Protektor (Safe) jako major Danny Tremello

### Filmy telewizyjne
- 1974: Szatańskie morderstwa (The Satan Murders) jako George
- 1974: Czwartkowa gra (Thursday’s Game) jako Counselor
- 1979: Nie możecie iść znów do domu (You Can’t Go Home Again) jako George Webber
- 1980: Opowieść o dwóch miastach (A Tale of Two Cities) jako Sydney Carton/Charles Darnay
- 1980: Dzień, w którym umarł Chrystus (The Day Christ Died) jako Jezus Chrystus
- 1981: Złamana obietnica (Broken Promise) jako Bud Griggs
- 1985: To jest moje dziecko (This Child Is Mine) jako Craig Wilkerson
- 1986: Liberty jako Jacque Marchant
- 1987: Frankenstein jako Frankenstein
- 1987: Mayflower Madam jako Matt Whittington
- 1988: Do widzenia, Panno 4 lipca (Goodbye, Miss 4th of July) jako George Janus
- 1989: Tailspin: Behind the Korean Airliner Tragedy jako John Lenczowski
- 1990: Ten trzeci (The Stranger Within) jako Dan
- 1990: Shangri-La Plaza
- 1992: Morderczy romans (A Murderous Affair: The Carolyn Warmus Story) jako Paul Solomon
- 1992: Siostry (Sisters) jako Harry
- 1992: Lincoln i wijna wewnętrzna (Lincoln and the War Within) jako Abraham Lincoln
- 1992: Lincoln i Seward (Lincoln & Seward) jako Abraham Lincoln
- 1994: Mój syn moje życie (David’s Mother) jako Philip
- 1995: Kiedy te ciemne ludzkie dzwonki (When the Dark Man Calls) jako Lloyd Carson
- 1996: Głęboka miłość (No Greater Love) jako Sam Horowitz
- 1997: Przestępczy świat (The Underworld) jako Johnny
- 1998: Pulp Comics: Julia Sweeney jako Św. Paweł
- 2000: Wyścig z czasem (Race Against Time) jako dr Anton Stofeles
- 2004: Medium (Dead Will Tell, The) jako Paul Hamlin
- 2005: Szaleństwo (Crazy)

### Seriale telewizyjne
- 1969–1973: Guiding Light jako dr Tom Halverson
- 1993: Gdzie diabeł mówi dobranoc (Picket Fences) jako Cole
- 1994: Star Trek: Stacja kosmiczna (Star Trek: Deep Space Nine) jako Martus Mazur
- 1994: Łowca Przygód (Fortune Hunter) jako Jackson Roddam
- 1995: Po tamtej stronie (Outer Limits) jako dr Pallas
- 1997: Perwersyjne sensacje (Perversions of Science) jako Carson Walls
- 1998: Trzy (Three) jako Cole
- 1998: Szpital Dobrej Nadziei (Chicago Hope) jako dr Gordon Mays
- 1999: Zakręcony (Stark Raving Mad) jako Cesar
- 1999: Diabeł w czarnym stroju (Let the Devil Wear Black) jako ojciec Jacka
- 1999: Felicity jako dr Peter McGrath
- 1998: Kancelaria adwokacka (The Practice) jako dr Jeffrey Winslow
- 2000–2002: Ostry dyżur (ER) jako dr Burke
- 2002: Potyczki Amy (Judging Amy) jako sędzia Barry Krumble
- 2002: Dziedziniec (The Court) jako Justice Voorhees
- 2003: Czarodziejki (Charmed) jako Nekromanta/Armand
- 2003: Skin jako major Coolidge
- 2002–2004: Prawo i porządek (Law & Order) jako Howard Pincham
- 2004: Dowody zbrodni (Cold Case) jako Adam Clarke
- 2006: Prawo i bezprawie (Law & Order: Special Victims Unit) jako Wesley Masoner
- 2010: Świry (Psych) jako Ashton Bonaventure
- 2010: Żona idealna (The Good Wife) jako sędzia Howard Matchick

### Dubbing
- 1984: Nausicaa z Doliny Wiatru (Kaze no tani no Naushika) jako Kurotawa (wersja ang. )
- 1993: Miasteczko Halloween (A Nightmare Before Christmas) jako Jack Skellington
- 2002: Kingdom Hearts jako Jack Skellington (wersja ang. )
- 2002: Griffin i Minor Canon (The Griffin and the Minor Canon) jako Minor Canon
- 2004: The Nightmare Before Christmas: Oogie's Revenge jako Jack Skellington
- 2005: Kingdom Hearts II jako Jack Skellington (wersja ang. )
- 2006: Wybraniec (The Chosen One) jako Zebulon 'Zeb' Kirk
- 2013: Disney Infinity jako Jack Skellington
- 2013: Kingdom Hearts HD 1.5 Remix jako Jack Skellington
- 2014: Kingdom Hearts HD 2.5 Remix jako Jack Skellington
- 2015: Disney Infinity 3.0 jako Jack Skellington